# Obsidian
Obsidian (nombre real Todd James Rice) es un superhéroe ficticio publicado por DC Comics. Apareció por primera vez en el All-Star Squadron# 25 (septiembre de 1983), y fue creado por Roy Thomas y Jerry Ordway. Según una página de carta de Infinity, Inc., Obsidian fue nombrado "Todd" en honor a un amigo de Thomas.
Obsidian hizo su aparición en vivo en la segunda temporada de DC's Legends of Tomorrow. La versión más joven fue representada por Dan Payne sin líneas de habla, pero la versión anterior interpretada por Lance Henriksen tuvo un papel más importante. Rice también aparece en la tercera temporada de Stargirl en la cadena The CW interpretado por Tim Gabriel.

## Biografía del personaje
Siendo infantes, Todd y su hermana fueron entregados en adopción y separados. Todd creció en un hogar adoptivo abusivo en Milwaukee, Wisconsin y no fue hasta su adolescencia que descubrió que tenía una hermana gemela. Se reunieron, descubrieron que tenían poderes y, bajo la presunción de que Linterna Verde era su padre (cosa que no sabían con certeza pero que más adelante descubrieron era verdad), decidieron seguir sus pasos.
Bajo los nombres de Jade y Obsidian, se convirtieron en miembros fundadores del equipo superheroico Infinity Inc., un grupo compuesto en su mayoría por los hijos, nietos y protegidos de la Sociedad de la Justicia de América. El grupo apareció en el comic book Infinity, Inc. Obsidian también fue miembro, brevemente, de la Liga de la Justicia.
Aparentemente, Obsidian heredó de su madre una predisposición a enfermedades mentales. Corrompido por Ian Karkull, se volvió maligno y utilizó su poderes de las sombras para extender la oscuridad alrededor del mundo. Después de ser derrotado por su padre, se retiró al país de las sombras ("Shadowlands"), el plano dimensional de donde obtiene sus poderes. Más tarde se unió a los villanos Mordru y Eclipso para vengarse, sin éxito, de Linterna Verde y la SJA. Tras su derrota, Obsidian fue curado de su desequilibrio mental.
Obsidian se retiró luego de ser curado. Fue durante esta época en que Todd se identificó sexualmente como gay. Conoció a Damon Matthews, un asistente del fiscal del distrito que trabaja junto a la vigilante Manhunter (Kate Spencer). Los poderes de Todd estuvieron inactivos la mayor parte de este tiempo, pero regresaron luego de la muerte de su hermana Jade durante la Crisis Infinita. Desde entonces ha vuelto a ser un superhéroe y continúa felizmente con Damon.
Antes del primer número de Justice Society of America (volumen 3), Obsidian se unió al grupo y trabaja como guardia de seguridad de su cuartel general en Nueva York.

## Poderes
A diferencia de su hermana Jade, cuyos poderes se parecen a los de su padre, Obsidian tiene varios poderes basados en las sombras debido a la exposición que sufrió su padre a la energía sombra ("Shadow energy") tras una batalla con Ian Karkull. Obsidian está conectado con el país de las sombras, una dimensión de oscuridad primordial casi inteligente. Obsidian puede unir a voluntad su propia sombra con la de otras personas. En su forma de sombra es más fuerte que en su forma humana, puede atravesar objetos sólidos y volar. Después de ser corrompido por el país de las sombras, fue capaz de controlar sus poderes hasta el punto de poder crecer y crear objetos hechos de sombra, de manera similar a los objetos que su padre y hermana pueden crear a partir de la energía verde.
Obsidian además posee una limitada habilidad telepática y puede forzar a una persona a ver la parte maligna de su propia alma, con lo cual se sabe que ha conseguido volver a la gente loca. No se ha revelado o desmentido si el país de las sombras está relacionado de algún modo con la tierra natal de Nightshade, el país de las Nightshades ("Land of Nightshades").

## Sexualidad
Obsidian siempre ha tenido las confusiones normales de alguien incierto sobre su propia sexualidad. Tuvo una corta y agitada relación con Marcie Cooper, la tercera Arlequín, poco antes de la disolución de Infinity Inc. Más tarde su confusión sexual fue patente cuando durante su corta permanencia en la LJA le dijo a su amigo Nuklon que las únicas dos personas en el mundo que él podría amar eran su hermana y él. Cuando Nuklon le preguntó si era gay, Obsidian no contestó directamente sino que preguntó "¿Por qué deben haber etiquetas?".
Tras la redención de Obsidian, el dibujante de JSA Steven Sadowski declaró que la sexualidad de Todd sería tratada en el momento en que él regresara a esa colección. [cita requerida]
Todd apareció en Manhunter Nº 18 donde se besó con Damon Matthews, un personaje secundario homosexual, y hablaron como si fueran amantes confirmando su sexualidad. Marc Andreyko, el guionista de Manhunter, entró en detalles sobre la selección de Obsidian como el amante de Damon afirmando que:
"No quería hacer un personaje gay a menos que pareciera orgánico. Así que la lista era bastante corta. Entonces recordé cuando Obsidian estaba en la LJA hace años y Gerard Jones, el guionista, le dio vueltas al tema. Volví y leí todos mis cómics de "Infinity, Inc.", y aunque Todd tenía citas con mujeres, estas siempre eran un desastre."

Andreyko también declaró que DC había dado su apoyo y que querían un personaje gay prominente y que esto era un "vacío general en el universo DC que necesitaba ser explorado".
Geoff Johns, guionista durante largo tiempo de JSA, también ha declarado su apoyo.[cita requerida]

## Otras versiones

### Amalgam Comics
Obsidian se fusiona con Gambito, de Marvel Comics para conformar a Wraith de la JLX.

## En otros medios

### Televisión
- Obsidian ha hecho breves apariciones en la serie animada de televisión Liga de la Justicia Ilimitada, en la que es miembro de la Liga de la Justicia homónima. Como no tiene un rol en la serie, no es posible discernir orígenes o personajes, o si Green Lantern, Alan Scott existe en el universo animado de DC. Esta versión recibió recientemente una figura de la línea de juguetes Justice League Unlimited, disponible exclusivamente en Target.
- Obsidian aparece en la segunda temporada de la serie de The CW, Legends of Tomorrow como miembro de la JSA y el hijo de Alan Scott/Green Lantern.[4] Un Obsidian más joven es interpretado por Dan Payne (que no tiene líneas de habla en su aparición inicial), mientras que una versión más antigua del personaje es interpretado por Lance Henriksen.[5][6][7] El personaje aparece por primera vez en el año 1942 (junto con el resto de la JSA) y se enfrenta al equipo de viaje en el tiempo de Legends. Obsidian aparece más tarde en 1987, contándole a su excompañera de equipo Amaya (la Vixen de la era de la Segunda Guerra Mundial) que él es el único sobreviviente de su equipo porque fue excluido, lo que implica que el gobierno se sintió incómodo con su sexualidad, de una misión que resultó ser fatal.
- Todd Rice aparece en la tercera temporada de Stargirl, interpretado por Tim Gabriel.[8] Después de ser separado de su hermana  Jennie-Lynn Scott, fue acogido por el Helix Institute for Youth Rehabilitation mientras buscaba a su hermana. Además, sus poderes se conectaron entre sí después de que su anillo, que heredó de su padre Alan Scott, se infectara con residuos de materia oscura que quedaron de su pelea con Eclipso en la segunda temporada. En la tercera temporada, finalmente se reúnen y Rice obtiene el control de sus poderes.

### Juguetes
- En 2010, Mattel lanzó una figura de 6 "de" Todd Rice "(ya que el nombre" Obsidian "no estaba disponible debido a un problema de derechos) en la Onda 14 de su línea DC Universe Classics. El padre de Todd, Golden Age Green Lantern Alan Scott también es Una figura de 6 "en esta misma onda. Wave 14 es exclusiva de las tiendas Walmart.[9]